# Sainte-Marie-Cappel
Sainte-Marie-Cappel – miejscowość i gmina we Francji, w regionie Hauts-de-France, w departamencie Nord.
Według danych na rok 1990 gminę zamieszkiwało 591 osób, a gęstość zaludnienia wynosiła 78 osób/km² (wśród 1549 gmin regionu Nord-Pas-de-Calais Sainte-Marie-Cappel plasuje się na 722. miejscu pod względem liczby ludności, natomiast pod względem powierzchni na miejscu 477.).